# 远野站

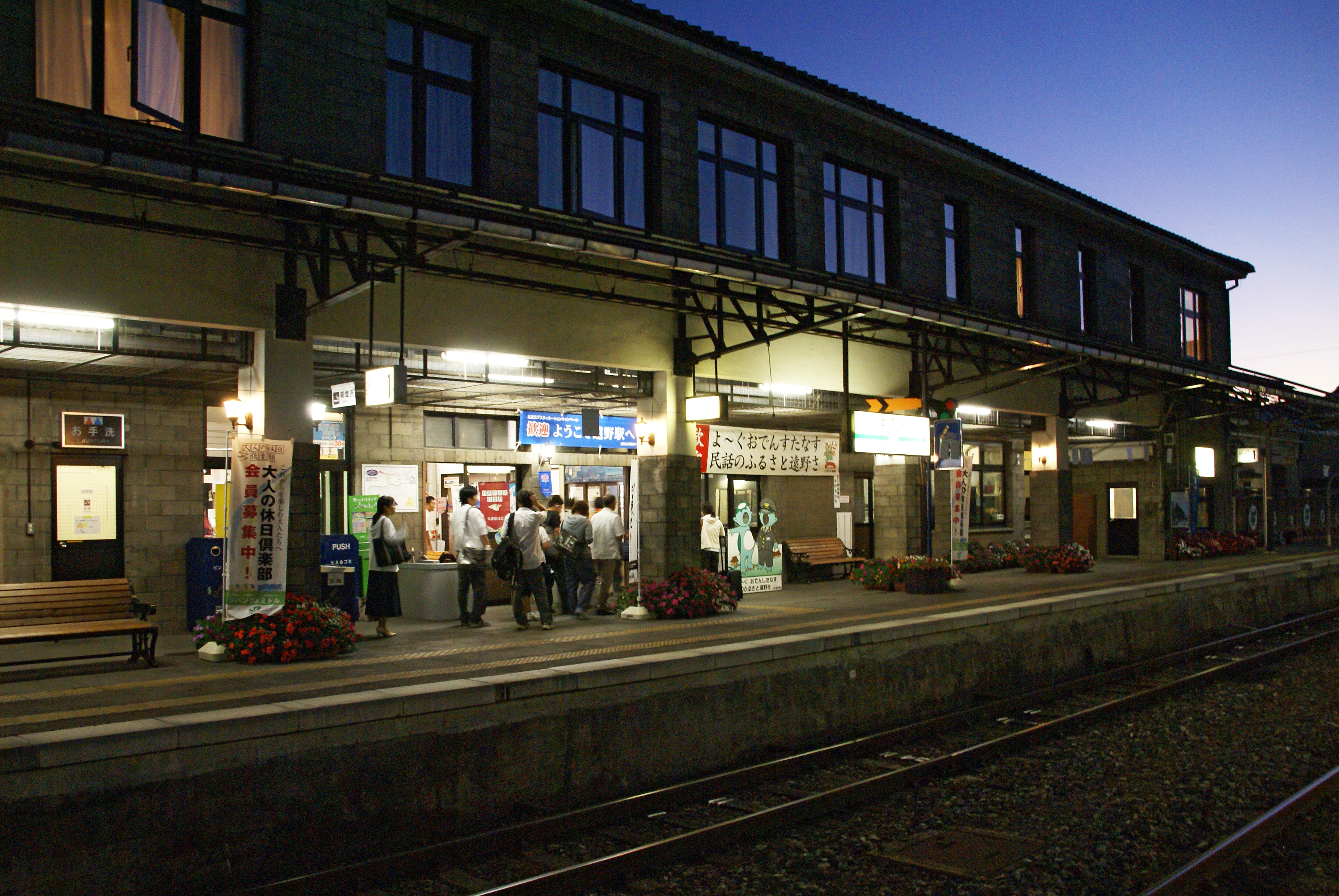
站台、检票口

遠野站（日语：／ Tōno eki */?）位於岩手縣遠野市新谷町，是東日本旅客鐵道（JR東日本）管轄的釜石線上的鐵路車站。

## 歷史
- 1914年

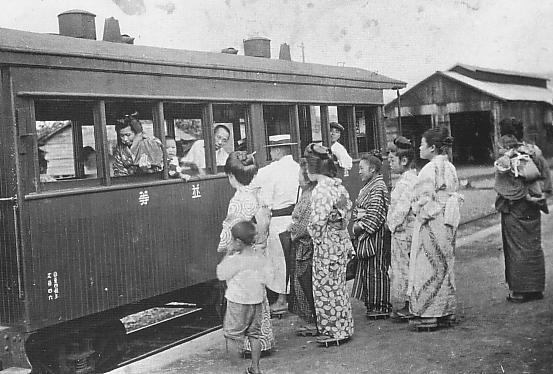
大正年代的岩手輕便鐵道遠野站

  - 4月18日 - 作為岩手輕便鐵道貨運站投入運營[3]。
  - 5月15日 - 開始辦理客運業務（也有5月19日的說法）。
  - 12月15日 - 線路向西延伸，鱒澤站開業。
- 1936年8月1日 - 岩手輕便鐵道國有化，成為國鐵釜石線車站[3]。
- 1943年9月20日 - 軌距改為1,067mm[3]。
- 1944年10月11日 - 隨著釜石東線開業，線路名改為釜石西線[3]。
- 1949年10月10日 - 遠野以西軌距改為1067mm，本站成為不同軌距間換乘站[3]。
- 1950年10月10日 - 國鐵釜石線全部貫通，在此成為釜石線車站[3]。
- 1987年4月1日 - 國鐵分割民營化後成為JR東日本車站。
- 1995年 - 車站二層“Folkloro遠野”旅店開業。
- 2012年11月10日 - 旅行中心停業[4]。
- 2015年3月14日 - 車站二層“Folkloro遠野”旅店停業[5]。
- 2018年6月1日：業務委託化。遠野站長取消，車站歸北上站管理。

## 車站結構
側式站台1台1線與島式站台1台2線構成的地上車站。可以辦理列車會讓越行業務。站台間通過跨線橋連接。
車站站房修建於1950年，雙層混凝土結構，建築面積1,291平方米。站房1層設有綠色窗口（營業時間：6時-22時）和自動售票機。
北上站管理的業務委託站。 2018年5月31日前，本站為管理站，駐有站長和站長助理，負責管理岩根橋站到足瀨站間各個車站。

### 站台配置
| 站台 | 路線    | 方向 | 目的地   |
| ---- | ------- | ---- | -------- |
| 1    | ■釜石線 | 上行 | 花卷方向 |
| 2、3 | ■釜石線 | 下行 | 釜石方向 |

本站始發終到列車使用3號站台。

## 使用情况
JR東日本2018年度1日平均乘车人数330人。
| 乘車人数變化 | 乘車人数變化     | 乘車人数變化  |
| 年度         | 1日平均 乘車人数 | 参考          |
| ------------ | ---------------- | ------------- |
| 2000年       | 584              | [ 客流量 2 ]  |
| 2001年       | 559              | [ 客流量 3 ]  |
| 2002年       | 520              | [ 客流量 4 ]  |
| 2003年       | 495              | [ 客流量 5 ]  |
| 2004年       | 473              | [ 客流量 6 ]  |
| 2005年       | 445              | [ 客流量 7 ]  |
| 2006年       | 405              | [ 客流量 8 ]  |
| 2007年       | 421              | [ 客流量 9 ]  |
| 2008年       | 404              | [ 客流量 10 ] |
| 2009年       | 385              | [ 客流量 11 ] |
| 2010年       | 355              | [ 客流量 12 ] |
| 2011年       | 382              | [ 客流量 13 ] |
| 2012年       | 357              | [ 客流量 14 ] |
| 2013年       | 326              | [ 客流量 15 ] |
| 2014年       | 315              | [ 客流量 16 ] |
| 2015年       | 317              | [ 客流量 17 ] |
| 2016年       | 316              | [ 客流量 18 ] |
| 2017年       | 309              | [ 客流量 19 ] |
| 2018年       | 330              | [ 客流量 1 ]  |

## 其他
- 世界語站名：Folkloro（民間傳說）。[7]

## 相鄰車站
東日本旅客鐵道（JR東日本）
臨時快速SL銀河停車站
□快速「濱百合」（1 - 4號）
宮守 - 遠野 -（3號停靠岩手上鄉） - （2號停靠松倉） - 小佐野
□快速「濱百合」（5、6號）
鱒澤 - 遠野 -（6號停靠岩手上鄉） - 松倉
■普通
綾織－遠野－青笹

### 使用情况
1. 1 2  . 東日本旅客鉄道.   [2019-07-07]. （原始内容存档于2019-07-05）.
2. ↑  . 東日本旅客鉄道.   [2018-03-09]. （原始内容存档于2019-04-02）.
3. ↑  . 東日本旅客鉄道.   [2018-03-09]. （原始内容存档于2019-02-22）.
4. ↑  . 東日本旅客鉄道.   [2018-03-09]. （原始内容存档于2019-04-02）.
5. ↑  . 東日本旅客鉄道.   [2018-03-09]. （原始内容存档于2019-03-27）.
6. ↑  . 東日本旅客鉄道.   [2018-03-09]. （原始内容存档于2019-02-23）.
7. ↑  . 東日本旅客鉄道.   [2018-03-09]. （原始内容存档于2019-04-02）.
8. ↑  . 東日本旅客鉄道.   [2018-03-09]. （原始内容存档于2019-04-02）.
9. ↑  . 東日本旅客鉄道.   [2018-03-09]. （原始内容存档于2019-04-02）.
10. ↑  . 東日本旅客鉄道.   [2018-03-09]. （原始内容存档于2019-02-22）.
11. ↑  . 東日本旅客鉄道.   [2018-03-09]. （原始内容存档于2019-04-02）.
12. ↑  . 東日本旅客鉄道.   [2018-03-09]. （原始内容存档于2019-04-02）.
13. ↑  . 東日本旅客鉄道.   [2018-03-09]. （原始内容存档于2019-04-02）.
14. ↑  . 東日本旅客鉄道.   [2018-03-09]. （原始内容存档于2019-04-02）.
15. ↑  . 東日本旅客鉄道.   [2018-03-09]. （原始内容存档于2019-03-06）.
16. ↑  . 東日本旅客鉄道.   [2018-03-09]. （原始内容存档于2019-04-02）.
17. ↑  . 東日本旅客鉄道.   [2018-03-09]. （原始内容存档于2019-03-23）.
18. ↑  . 東日本旅客鉄道.   [2018-07-07]. （原始内容存档于2019-03-27）.
19. ↑  . 東日本旅客鉄道.   [2018-07-07]. （原始内容存档于2019-03-25）.